# Żuławki Północne
Żuławki Północne – dawny wąskotorowa stacja kolejowa we wsi Żuławki w gminie Stegna, w powiecie nowodworskim, w województwie pomorskim. Położony był na linii kolejowej z Jeziernika do Żuławek Północnych. Linia ta została otwarta w 1920 roku. Zamknięta została w 1969 roku.